# Perlongipalpus mannilai
Perlongipalpus mannilai là một loài nhện trong họ Linyphiidae.
Loài này thuộc chi Perlongipalpus. Perlongipalpus mannilai được Kirill Yuryevich Eskov & Yuri M. Marusik miêu tả năm 1991.